# 桐生火葬場事件
桐生火葬場事件（きりゅうかそうばじけん）とは、群馬県桐生市の火葬場の元火葬人が1933年までに複数の遺体から脳漿や金歯を抜き取り、売り払っていた事件。当時、「昭和聖代の大不祥事件」「世界的グロ事件」と騒がれた。

## 概要
桐生市の私営の火葬場に勤務していた松井勘次郎（1933年4月当時45歳）には詐欺罪で3犯の前科があった。松井は、連れ子のある女性を内妻として一戸を構え、桐生や足利で豪遊していた。やがて勤務先の火葬場が桐生市の直営になると、1933年3月末日をもって解雇され、新しい火葬人が仕事に慣れるまで市の臨時職員として同火葬場に勤務するようになった。
1933年4月14日、火葬場の西側の楢林で男女2名の白骨死体が発見された。このため、松井は死体遺棄事件の被疑者として群馬県警察桐生警察署に留置され、取り調べを受けた。
1933年4月15日、松井は火葬場裏手の楢林の北側に数体の死体を埋めた旨を自供した。松井の指定する場所を発掘すると、頭頂骨を割って脳漿を摘出した死体が38体発見された。
1933年4月16日、更なる発掘の結果、火葬場西北隅と南隅から85体の死体が発見された。いずれも死後5-6年を経過していた。このうち20体は子供の死体だったこと、同時期に西郷山公園で目黒貰い子殺人事件が起きていたことから、貰い子殺人の可能性を疑い、世間でも本事件も第2の西郷山事件とも流布されていたが、解剖の結果、いずれも病死であり他殺の疑いはないことが判明した。
松井は「少しのチップで夜通しかかって焼くのは面倒だからやむなく半焼にして埋めた。チップが多くてよく焼いた死体の残骨を分けて骨上げに来た家族の者にやっていた。数は覚えていない」と供述。松井はまた、死体から金歯を抜き取り、迷信家の依頼で脳漿を摘出し、これらを売って利益を得ていたものと思われた。この事件の責任を取り、1933年4月17日、桐生市長の関口義慶二は辞表を提出した(ただし、市議会に推挙されて40日後に再任)。
以後も現場の発掘が進み、火葬場付近の3ヶ所から頭蓋骨を打ち砕かれた死体やバラバラ死体が約80体発見された。また松井の共犯として、私営時代の火葬場経営者の山本興静が摘発された。山本は、燃料節約の目的から死体を完全に焼却しなかったと述べた。死体を埋めるにあたっては墓場の穴掘り人足2名が手伝ったことを供述した。
なお、松井の息子

## 社会的影響
本事件をきっかけとして、類似の事件が明らかとなっていく。1933年9月6日には三重県の火葬場で、1933年11月1日には、埼玉県越谷市の火葬場で、同様の手口で遺体から営利目的で脳漿を抜き取る事件が起きていることが明らかとなった。また、そのまま群馬県の現場となった火葬場は閉鎖されて、1935年には新たな火葬場が建てられて、慰霊祭も開催されたという。